# Rousettus aegyptiacus
El murciélago egipcio de la fruta (Rousettus aegyptiacus) es una especie de murciélago de la familia Pteropodidae. El pelaje es de color café oscuro, más claro en el cuello y teñido de café en la garganta.

## Hábitat
Requiere cuevas para descansar dentro de una distancia de vuelo de hasta 24 km de árboles frutales.

## Dieta
Se alimenta principalmente de fruta.

## Impacto ecológico
En España, debido a su potencial colonizador y constituir una amenaza grave para las especies autóctonas, los hábitats o los ecosistemas, esta especie ha sido incluida en el Catálogo Español de Especies Exóticas Invasoras, regulado por el Real Decreto 630/2013, de 2 de agosto, estando prohibida en España su introducción en el medio natural, posesión, transporte, tráfico y comercio.